# Конезерье
Конезерье — деревня в Володарском сельском поселении Лужского района Ленинградской области.

## История
Впервые упоминается в писцовых книгах Шелонской пятины 1498 года, как деревня Конец-Озерья на озере Врево и 1571 года, как деревня Конец Заозерье, Курицко тож на озере Врево, в Дремяцком погосте Новгородского уезда.
В усадище Конец Озерья Дремяцкого погоста по переписи 1710 года находился помещичий двор драгуна Лаврентия Мартьянова, где жила его жена Марья с двумя детьми, а также помещичий двор вдовы Анастасии Ильиничны Дмитриевской по мужу Мартьяновой. Деревня же Конец Озерья числилась за помещицей, вдовой Ириньей Афанасьевной Ивановской по мужу Нееловой, её братом и двумя племянниками.
Деревня Конец Озерья обозначена на карте Санкт-Петербургской губернии 1792 года, А. М. Вильбрехта.
На карте Санкт-Петербургской губернии Ф. Ф. Шуберта 1834 года упоминаются деревни Большое Конезерье и Малое Конезерье, и в последней усадьба помещицы Селивановой.

БОЛЬШОЕ КОНЕЦ ОЗЕРЬЕ — деревня принадлежит генерал-адъютантше Софье Храповицкой, число жителей по ревизии: 53 м. п., 55 ж. п.

МАЛОЕ КОНЕЦ ОЗЕРЬЕ — деревня принадлежит: поручице Марье Бараусовой, число жителей по ревизии: 14 м. п., 17 ж. п.

генерал-майору Фёдору Мирковичу, число жителей по ревизии: 5 м. п., 6 ж. п.

помещице девице Агафье Селивановой, число жителей по ревизии: 17 м. п., 19 ж. п. (1838 год)

Деревни Большое и Малое Конезерье отмечены на карте профессора С. С. Куторги 1852 года.

КОНЕЦ ОЗЕРЬЕ — деревня госпожи Храповицкой, по просёлочной дороге, число дворов — 20, число душ — 70 м. п. (1856 год)

Согласно X-ой ревизии 1857 года деревня состояла из двух частей:

Большое Конезерье: число жителей — 78 м. п., 74 ж. п.

Малое Конезерье: число жителей — 47 м. п., 44 ж. п.

КОНЕЦ-ОЗЕРЬЯ БОЛЬШОГО (КОНЕЗЕРЬЕ БОЛЬШОЕ) — деревня владельческая при озере Врево, число дворов — 24, число жителей: 78 м. п., 75 ж. п.

КОНЕЦ-ОЗЕРЬЯ МАЛОГО (КОНЕЗЕРЬЕ МАЛОЕ) — деревня владельческая при озере Врево, число дворов — 10, число жителей: 48 м. п., 44 ж. п. (1862 год)

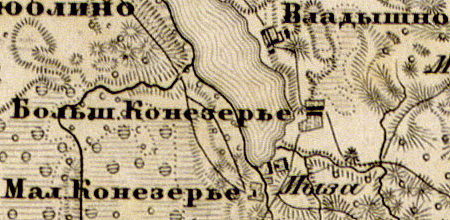
Деревня Конезерье на карте 1863 года

Согласно карте из «Исторического атласа Санкт-Петербургской Губернии» 1863 года в деревне Малое Конезерье находилась мыза.
В 1870—1874 годах временнообязанные крестьяне деревни выкупили свои земельные наделы у А. С. Вревской и стали собственниками земли.
Согласно подворной описи Конезерского общества Городецкой волости 1882 года, деревня состояла из двух частей:

1) Большое Конезерье, домов — 37, душевых наделов — 78, семей — 32, число жителей — 75 м. п., 79 ж. п.; разряд крестьян — собственники.

2) Малое Конезерье, домов — 26, душевых наделов — 47, семей — 20, число жителей — 54 м. п., 53 ж. п.; разряд крестьян — собственники.
В XIX веке деревня административно относились к Городецкой волости 5-го земского участка 2-го стана Лужского уезда Санкт-Петербургской губернии, в начале XX века — 4-го стана.
По данным «Памятной книжки Санкт-Петербургской губернии» за 1905 год деревни Большое Конезерье и Малое Конезерье входили в Конезерское сельское общество.

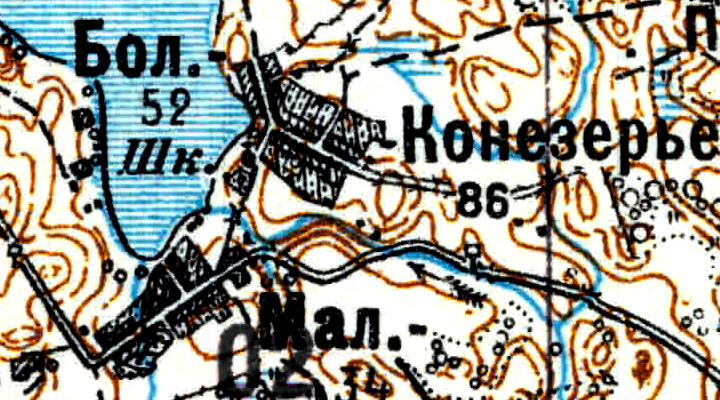
План деревни Конезерье. 1926 год

Согласно топографической карте 1926 года деревня Конезерье состояла из двух частей: Большое Конезерье, которое насчитывало 52 двора и Малое Конезерье — 34 двора. В Большом Конезерье находились часовня и школа.
По данным 1933 года посёлок Конезерье являлся административным центром Конезерского сельсовета Лужского района, в который входили 12 населённых пунктов: деревни Большое Конезерье, Бляхино, Владычно, Малино, Малое Конезерье, Подберезье, Ростово, Светье, Тетеревино, Хвошно, выселок Гора и хутора Спицинские, общей численностью населения 1546 человек.
По данным 1936 года в состав Конезерского сельсовета входили 11 населённых пунктов, 300 хозяйств и 9 колхозов. Центром сельсовета была деревня Большое Конезерье.
C 1 августа 1941 года по 31 января 1944 года деревни находились в оккупации.
В 1953 году население деревни Малое Конезерье составляло 117 человек.
В 1961 году население деревни Большое Конезерье составляло 110 человек.
С мая 1965 года — в составе Городецкого сельсовета Лужского района.
По данным 1966 года деревни Большое Конезерье и Малое Конезерье входили в состав Городецкого сельсовета.
По данным 1973 года в составе Володарского сельсовета находилась только деревня Большое Конезерье.
По данным 1990 года деревня называлась Конезерье и входила в состав Володарского сельсовета.
В 1997 году в деревне Конезерье Володарской волости проживали 117 человек, в 2002 году — 121 человек (русские — 95 %).
В 2007 году в деревне Конезерье Володарского СП проживали 149 человек.

## География
Деревня расположена в южной части района на автодороге 41К-685 (Конезерье — Святьё), в месте примыкания к ней автодороги 41К-254 (Городец — Конезерье).
Расстояние до административного центра поселения — 3 км.
Расстояние до ближайшей железнодорожной станции Луга — 26 км.
Деревня находится на южном берегу озера Врево.

## Демография
| 1838 | 1862 | 1953 | 1961 | 1997 | 2007 | 2010 |
| ---- | ---- | ---- | ---- | ---- | ---- | ---- |
| 186  | ↗245 | ↘117 | ↘110 | ↗117 | ↗149 | ↗150 |
| 2017 |      |      |      |      |      |      |
| ↘147 |      |      |      |      |      |      |

## Достопримечательности
- Почитаемый «Камень-Пятница»[26]

## Улицы
Хутор Мельница.